# روفوس نيلسون إنجلاند
روفوس نيلسون إنجلاند هو سياسي كندي، ولد في 4 مايو 1851 بلاك برومي في كندا، وتوفي في 28 نوفمبر 1911 بمونتريال في كندا. حزبياً، نشط في Conservative Party of Quebec (historical) ‏. وقد انتخب عضو الجمعية الوطنية في كيبك ‏.